# Кубок России по футболу 2007/2008

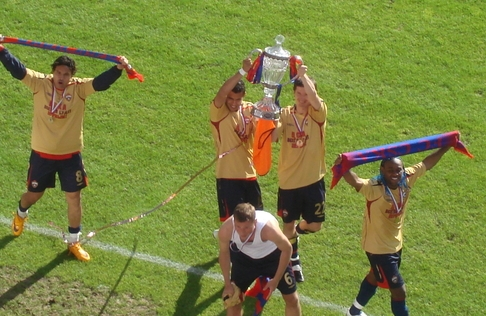
Игроки ЦСКА с Кубком России

Кубок России по футболу сезона 2007/2008 — российское соревнование по футболу, проводимое ПФЛ среди профессиональных футбольных клубов России. Начиная с розыгрыша 2007/2008 к участию допускаются любительские команды — победители соревнований коллективов физической культуры и прошедшие процедуру лицензирования РФС. К участию в розыгрыше кубка России сезона 2007—2008 годов были допущены четыре любительских клуба − ФК «Зоркий» (Красногорск), ФК «Маккаби» (Москва), ФК «Кооператор» (Вичуга) и ФК «Пролетарий» (Сураж). Решение о допуске любительских клубов к соревнованиям было принято на заседании Исполкома РФС 18 января 2007 года.

## Представительство клубов по лигам
① Премьер-лига: 16 клубов.

② Первый дивизион: 22 клуба.

③ Второй дивизион: 72 клуба; в кубке России не участвовал клуб Кузбасс (Кемерово).

④ ЛФЛ: 3 клуба: ФК «Зоркий» (Красногорск), ФК «Маккаби» (Москва), ФК «Кооператор» (Вичуга).

⑤ Четвёртый дивизион (регион.): 1 клуб: Пролетарий (Сураж) — Чемпионат Брянской области. 

Итого — 114 клубов.

## Результаты матчей

### 1/512 финала
18 апреля
- Зеленоград (Москва) — Кооператор (Вичуга) 1:0 (0:0)
- Маккаби (Москва) — ФК Смоленск 0:3 (0:1)
- Знамя Труда (Орехово-Зуево) — Зоркий (Красногорск) 1:2 (0:2).
- Сатурн (Егорьевск) — Пролетарий (Сураж) 5:1 (1:1)

### 1/256 финала
15 апреля
- Олимпия (Волгоград) — Текстильщик (Камышин) 3:1 д. в. (0:0)
- Ротор (Волгоград) — Судостроитель (Астрахань) 1:0 (0:0)
- Кавказтрансгаз-2005 (Рыздвяный) — Торпедо (Волжский) 0:2 (0:1)
- Автодор (Владикавказ) — Динамо (Ставрополь) 1:2 (0:2)
- ФК Таганрог — ФК Батайск-2007 0:1 д. в. (0:0)
- ФК Сочи-04 — Дружба (Майкоп) 2:1 (0:0)
- Спартак-УГП (Анапа) — ФК Краснодар-2000 1:2 (0:1)

26 апреля
- Динамо (Санкт-Петербург) — Балтика-2 (Калининград) 2:1 (1:1)
- Волочанин-Ратмир (Вышний Волочёк) — Зенит-2 (Санкт-Петербург) 3:1 д. в. (1:0)
- Волга (Тверь) — Шексна (Череповец) 2:0 (1:0)
- Спартак (Кострома) — Динамо (Вологда) 1:2 (1:2)
- Торпедо (Владимир) — Зеленоград (Москва) 3:0 (1:0)
- Спортакадемклуб (Москва) — ФК Реутов 1:2 (0:1)
- ФК Смоленск — Нара-Десна (Наро-Фоминск) 0:1 (0:0)
- Торпедо-РГ (Москва) — Спартак (Щёлково) 1:0 (1:0)
- Зоркий (Красногорск) — Лобня-Алла (Лобня) 0:1 (0:0)
- Ника (Москва) — Витязь (Подольск) 0:1 (0:1)
- Звезда (Серпухов) — ФК Луховицы 0:2 (0:0)
- ФК Рязань — Сатурн (Егорьевск) 0:0 (0:0), 3:1 по пен.
- ФК Елец — Дон (Новомосковск) 4:0 (2:0)
- ФК Губкин — Локомотив (Лиски) 0:2 (0:1)
- Металлург (Липецк) — Динамо (Воронеж) 0:1 (0:1)
- Спартак (Тамбов) — Зенит (Пенза) 1:2 (0:1)

29 апреля
- Динамо (Киров) — Волга (Нижний Новгород) 2:0 (1:0)
- Рубин-2 (Казань) — Алнас (Альметьевск) 2:2 (2:0), 4:5 по пен.
- Волга (Ульяновск) — Крылья Советов-СОК (Димитровград) 3:2 (2:2)
- СОЮЗ-Газпром (Ижевск) — Нефтехимик (Нижнекамск) 1:1 (0:1), 5:4 по пен.
- Зенит (Челябинск) — ФК Тюмень 2:5 д. в. (0:1)
- Сокол-Саратов (Саратов) — Юнит (Самара) 0:2 (0:1)
- Заря (Ленинск-Кузнецкий) — Шахтёр (Прокопьевск) 0:2 (0:2)
- Амур (Благовещенск) — ФК Чита 3:1 д. в. (0:1)
- Сахалин (Южно-Сахалинск) — Смена (Комсомольск-на-Амуре) 0:2 (0:1)

### 1/128 финала
29 апреля
- Олимпия (Волгоград) — Ротор (Волгоград) 0:3 (0:1)
- Динамо (Ставрополь) — Торпедо (Волжский) 5:0 (4:0)
- ФК Батайск-2007 — ФК Сочи-04 2:1 (1:0)

30 апреля
- Краснодар-2000 (Краснодар) — Черноморец (Новороссийск) 1:2 (1:1)

4 мая
- Динамо (Санкт-Петербург) — Волочанин-Ратмир (Вышний Волочёк) 1:2 (0:2)
- Динамо (Вологда) — Волга (Тверь) 0:1 (0:1)
- Реутов (Реутов) — Торпедо (Владимир) 1:3 (0:1)
- Нара-Десна (Наро-Фоминск) — Торпедо-РГ (Москва) 2:1 (0:1)
- Витязь (Подольск) — Лобня-Алла (Лобня) 1:1 д. в. (0:0), 4:5 по пен.
- Луховицы (Луховицы) — Рязань (Рязань) 1:0 (0:0)
- Локомотив (Лиски) — Елец (Елец) 2:0 (1:0)
- Зенит (Пенза) — Динамо (Воронеж) 2:1 (1:1)

11 мая
- Металлург (Красноярск) — Иртыш-1946 (Омск) 0:0 (0:0), 4:2 по пен.
- Шахтёр (Прокопьевск) — Динамо (Барнаул) 0:2 (0:1)
- Сибиряк (Братск) — Амур (Благовещенск) 0:2 (0:0)
- Смена (Комсомольск-на-Амуре) — Океан (Находка) 2:1 (1:0)

14 мая
- Алнас (Альметьевск) — Динамо (Киров) 1:0 (0:0)
- Лада (Тольятти) — Волга (Ульяновск) 2:3 д. в. (2:0)
- Тюмень (Тюмень) — СОЮЗ-Газпром (Ижевск) 2:2 (1:1), 4:2 по пен.
- Юнит (Самара) — Газовик (Оренбург) 1:4 (0:2)

### 1/64 финала
18 мая
- Лобня-Алла (Лобня) — Луховицы (Луховицы) 3:3 д. в. (2:2, 1:0), 6:7 по пен.
- Локомотив (Лиски) — Зенит (Пенза) 0:0 (0:0), 2:4 по пен.

19 мая
- Волга (Тверь) — Волочанин-Ратмир (Вышний Волочёк) 1:0 (1:0)
- Нара-Десна (Наро-Фоминск) — Торпедо (Владимир) 1:1 (0:1), 2:4 по пен.

21 мая
- Смена (Комсомольск-на-Амуре) — Амур (Благовещенск) 3:2 (2:0)

22 мая
- Волга (Ульяновск) — Алнас (Альметьевск) 2:3 (2:1)
- Газовик (Оренбург) — Тюмень (Тюмень) 1:0 (1:0)

27 мая
- Ротор (Волгоград) — Динамо (Ставрополь) 1:1 (0:1), 7:6 по пен.
- Черноморец (Новороссийск) — Батайск-2007 (Батайск) 4:0 (2:0)

2 июня
- Динамо (Барнаул) — Металлург (Красноярск) 0:0 (0:0), 4:5 по пен.

### 1/32 финала
Матчи 1/32 финала состоялись 13 июня 2007 года.
| Хозяева                         | Счёт        | Гости                         |
| ------------------------------- | ----------- | ----------------------------- |
| Торпедо (Владимир)              | 0:0 (п.3:4) | Балтика (Калининград)         |
| Волга (Тверь)                   | 0:0 (п.3:4) | Торпедо (Москва)              |
| Луховицы                        | 6:0         | Мордовия (Саранск)            |
| Шинник (Ярославль)              | 1:1 (п.4:2) | Текстильщик-Телеком (Иваново) |
| Динамо (Брянск)                 | 1:0         | Спартак-МЖК (Рязань)          |
| Зенит (Пенза)                   | 1:2         | Авангард (Курск)              |
| Черноморец (Новороссийск)       | 2:3         | Салют-Энергия (Белгород)      |
| СКА (Ростов-на-Дону)            | 1:0         | Машук-КМВ (Пятигорск)         |
| Терек (Грозный)                 | 2:0         | Алания (Владикавказ)          |
| Ротор (Волгоград)               | 2:1         | Анжи (Махачкала)              |
| Содовик (Стерлитамак)           | 0:1         | Носта (Новотроицк)            |
| Алнас (Альметьевск)             | 1:3         | КАМАЗ (Набережные Челны)      |
| Газовик (Оренбург)              | 0:2         | Урал (Екатеринбург)           |
| Металлург-Кузбасс (Новокузнецк) | 2:1         | Сибирь (Новосибирск)          |
| Металлург (Красноярск)          | 3:1 дв      | Смена (Комсомольск-на-Амуре)  |
| СКА-Энергия (Хабаровск)         | 2:2 (п.5:4) | Звезда (Иркутск)              |

* Матч «Волга» Тверь — «Торпедо» Москва состоялся 12 июня 2007 года.

### 1/16 финала
Матчи 1/16 финала состоялись 27 июня 2007 года.
| Хозяева                         | Счёт        | Гости                     |
| ------------------------------- | ----------- | ------------------------- |
| Балтика (Калининград)           | 0:1         | ЦСКА (Москва)             |
| Торпедо (Москва)                | 1:2         | Химки                     |
| Луховицы                        | 1:2         | Рубин (Казань)            |
| Шинник (Ярославль)              | 1:2 дв      | Спартак-Нальчик           |
| Динамо (Брянск)                 | 1:4         | Зенит (Санкт-Петербург)   |
| Авангард (Курск)                | 0:3         | Динамо (Москва)           |
| Салют-Энергия (Белгород)        | 0:0 (п.2:3) | Томь (Томск)              |
| СКА (Ростов-на-Дону)            | 0:3         | Ростов (Ростов-на-Дону)   |
| Терек (Грозный)                 | 1:1 (п.4:3) | Спартак (Москва)          |
| Ротор (Волгоград)               | 1:4         | Амкар (Пермь)             |
| Носта (Новотроицк)              | 1:1 (п.2:4) | Москва                    |
| КАМАЗ (Набережные Челны)        | 1:0         | Крылья Советов (Самара)   |
| Урал (Екатеринбург)             | 1:0 дв      | Локомотив (Москва)        |
| Металлург-Кузбасс (Новокузнецк) | 1:2         | Кубань (Краснодар)        |
| Металлург (Красноярск)          | 1:0         | Луч-Энергия (Владивосток) |
| СКА-Энергия (Хабаровск)         | 1:2         | Сатурн (Раменское)        |

### 1/8 финала
Матчи 1/8 финала состоялись 8 августа 2007 года.
| Хозяева                                                                                            | Счёт        | Гости                  | Голы |
| -------------------------------------------------------------------------------------------------- | ----------- | ---------------------- | --- |
| ЦСКА (Москва)                                                                                      | 2:0         | Химки                  | Янчик 24', Жирков 88' |
| Спартак (Нальчик)                                                                                  | 3:2 (д. в.) | Рубин (Казань)         | Дзахмишев 34', Гетериев 98', Дышеков 116' — Паунович 9', Аюпов 114'                                                                        |
| Зенит (Санкт-Петербург)                                                                            | 9:3         | Динамо (Москва)        | Тимощук 9', 41' (оба — пен.), 74', Домингес 51' (пен.), 90', Зырянов 61', 65', 80', Аршавин 72' — Климавичюс 68', Генков 70', Комбаров 83' |
| Забив 9 голов, «Зенит» установил рекорд Кубка России, который побили в 2021 году «Крылья Советов». |             |                        | |
| Ростов (Ростов-на-Дону)                                                                            | 0:1         | Томь (Томск)           | Сердюков 7' |
| Амкар (Пермь)                                                                                      | 3:1         | Терек (Грозный)        | Гришин 34', Кушев 42', 48' — Адиев 90' |
| КАМАЗ (Набережные Челны)                                                                           | 0:1         | Москва                 | Чижек 9' |
| Кубань (Краснодар)                                                                                 | 2:3 (д. в.) | Урал (Екатеринбург)    | Тлисов 88', Жуков 98' (авт.) — Мысин 64', Кожанов 93', Алхимов 105'                                                                        |
| Сатурн (Раменское)                                                                                 | 2:1         | Металлург (Красноярск) | Кириченко 58', Ерёменко 76' — Качан 90' |

### 1/4 финала
Два матча 1/4 финала состоялись 16 сентября 2007 года. Из-за участия ЦСКА в Лиге чемпионов, а «Зенита» в первом раунде Кубка УЕФА матчи с их участием состоялись 31 октября.
| Хозяева                 | Счёт           | Гости              | Голы                              |
| ----------------------- | -------------- | ------------------ | --------------------------------- |
| ЦСКА (Москва)           | 2:1            | Спартак-Нальчик    | Жо 55', Карвальо 73' — Кажаров 4' |
| Зенит (Санкт-Петербург) | 0:0 (3:4 пен.) | Томь (Томск)       |                                   |
| Амкар (Пермь)           | 2:1            | Москва             | Кобенко 2', Кушев51' — Семак 12'  |
| Урал (Екатеринбург)     | 2:1            | Сатурн (Раменское) | Кожанов 14', 35' — Каряка 21'     |

### 1/2 финала
Матчи 1/2 финала состоялись 16 апреля 2008 года.
| Хозяева       | Счёт | Гости               | Голы                                   |
| ------------- | ---- | ------------------- | -------------------------------------- |
| ЦСКА (Москва) | 2:1  | Томь (Томск)        | Красич 14', Игнашевич 51' — Климов 27' |
| Амкар (Пермь) | 1:0  | Урал (Екатеринбург) | Дуймович 53'                           |

### Финал
Финал Кубка России 2007/2008 состоялся в Москве 17 мая 2008 года.
| 17 мая 2008 15:00 MSD | \| ЦСКА \| 2:2 (0:0) (пен. 4:1) Протокол \| Амкар \| \| Вагнер Лав 65' Жо 74' \| Голы \| Дринчич 57' Дуймович 64' \| | Локомотив, Москва Судья: С. Сухина (Малаховка) |
| ЦСКА: Акинфеев, В. Березуцкий, Игнашевич (Рахимич 67'), А. Березуцкий, Шемберас, Дуду (Янчик 87'), Красич, Алдонин (Дзагоев 61'), Жирков, Вагнер Лав, Жо · Главный тренер: Валерий Газзаев · Амкар: Габулов, Сираков (Черенчиков 70'), Попов, Белоруков, Гаал, Дринчич, Дуймович, Пеев (Афанасьев 90+'), Старков, Сикимич (Иньяц 76'), Кушев · Главный тренер: Миодраг Божович · Дуду 5', Жирков 105' — Пеев 29', Дуймович 22', Белоруков 94', Иняц 111' | |                                                |
| ЦСКА | 2:2 (0:0) (пен. 4:1) Протокол                                                                                        | Амкар                                          |
| Вагнер Лав 65' Жо 74' | Голы | Дринчич 57' Дуймович 64'                       |

| Серия пенальти:                                        |     |                                              |
| Жирков: забил Вагнер Лав: забил Жо: забил Янчик: забил | 4:1 | Дринчич: мимо Кушев: забил Дуймович: вратарь |

| Обладатель Кубка России 2007/08 |
| ------------------------------- |
| ЦСКА Четвёртый кубок            |